# Club de Tenis Talca
Club de Tenis Talca (fundado como The Audax Lawn Tennis Club, el 19 de octubre de 1922 en Talca, Chile) fue ese día, donde se reunieron varios amantes de este "nuevo deporte" según consignó la prensa de esa fecha, donde quedó el registro de la convergencia de jugadores de las cinco canchas de la ciudad, para formar este  club.   

## Reseña biográfica
En el Diario La Mañana de Talca, aparecieron diferentes artículos. Hoy algunos recopilados por el vicepresidente del Club de Tenis Talca (CTT) Jorge Marto jr. con el afán de escribir un pequeño libro con la historia del recinto deportivo, pensado para fines del 2022, en el centenario del club. 
En la década de los 90' y 2000 se destaca como dirigente, al Sergio Meza, quien fue presidente del CTT y le dio vida social, realizando diversas competencias.    

## Dependencias
Ubicado en calle 5 poniente, con 5 norte. El CTT posee 10 canchas de arcilla, más un frontón, en lo que a tenis respecta. Cuenta con un recinto de piscina, dos salones, terraza, camarines, baños, sauna y un quincho principal, re inaugurado en abril del 2022. 

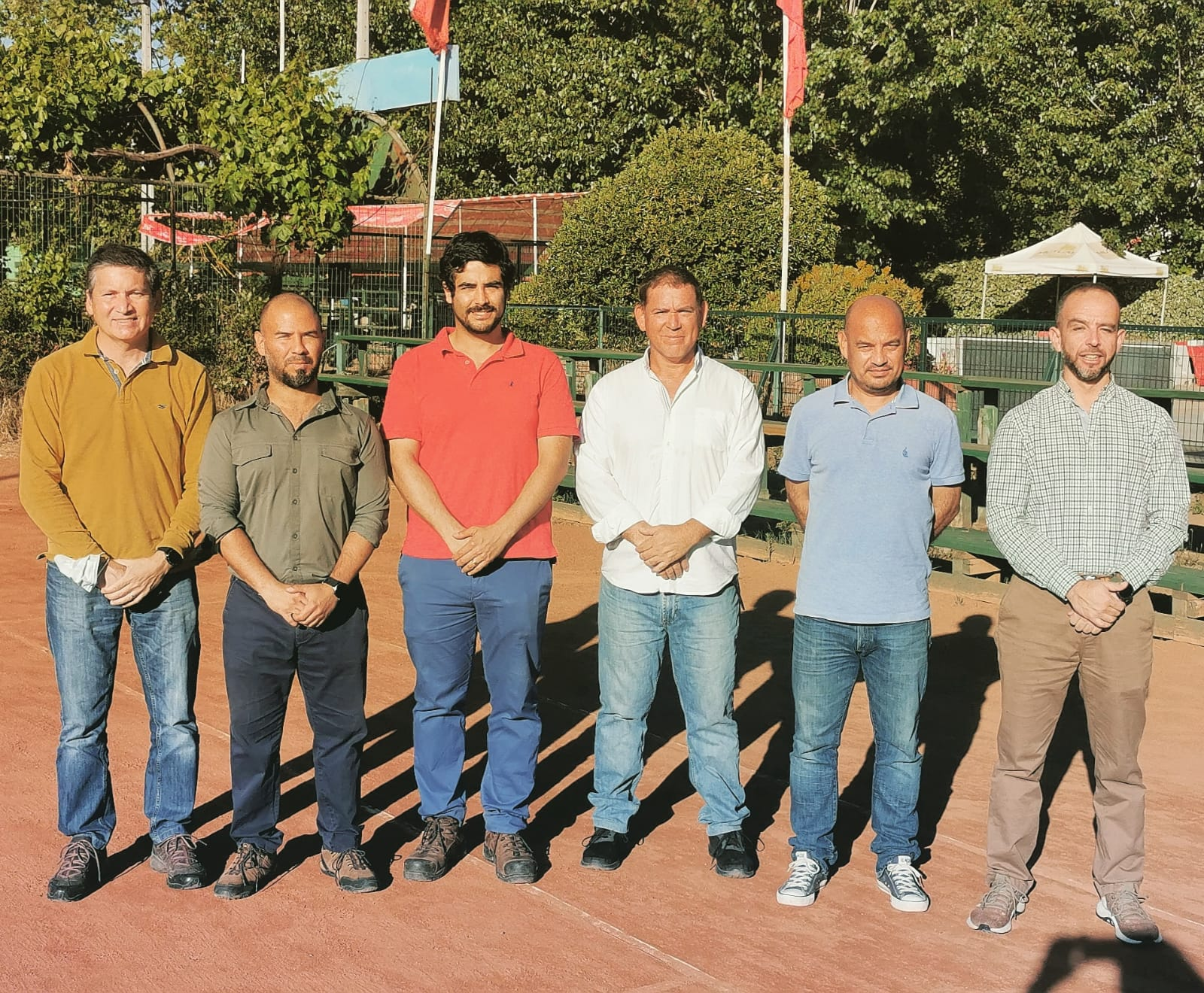
Directorio 2021 Club de Tenis Talca

## Distinciones
- Por el recinto han pasado diversos jugadores de primera línea a nivel mundial, principalmente chilenos, donde se destaca el Torneo de Semana Santa, antes realizado en las fechas de fiestas patrias (década del 30') pero por las lluvias de septiembre, el torneo pasó paulatinamente a desarrollarse en Semana Santa (década de los 60').
- Tras ser uno a nivel mundial y flamante campeona del Abierto de Estados Unidos 37', posteriormente, el año 38' Anita Lizana visitó dos días el recinto deportivo.
- Además, se han desarrollado diferentes campeonatos de menores, ya que el recinto es reconocido a nivel chileno, por la cantidad de jugadores de proyección.

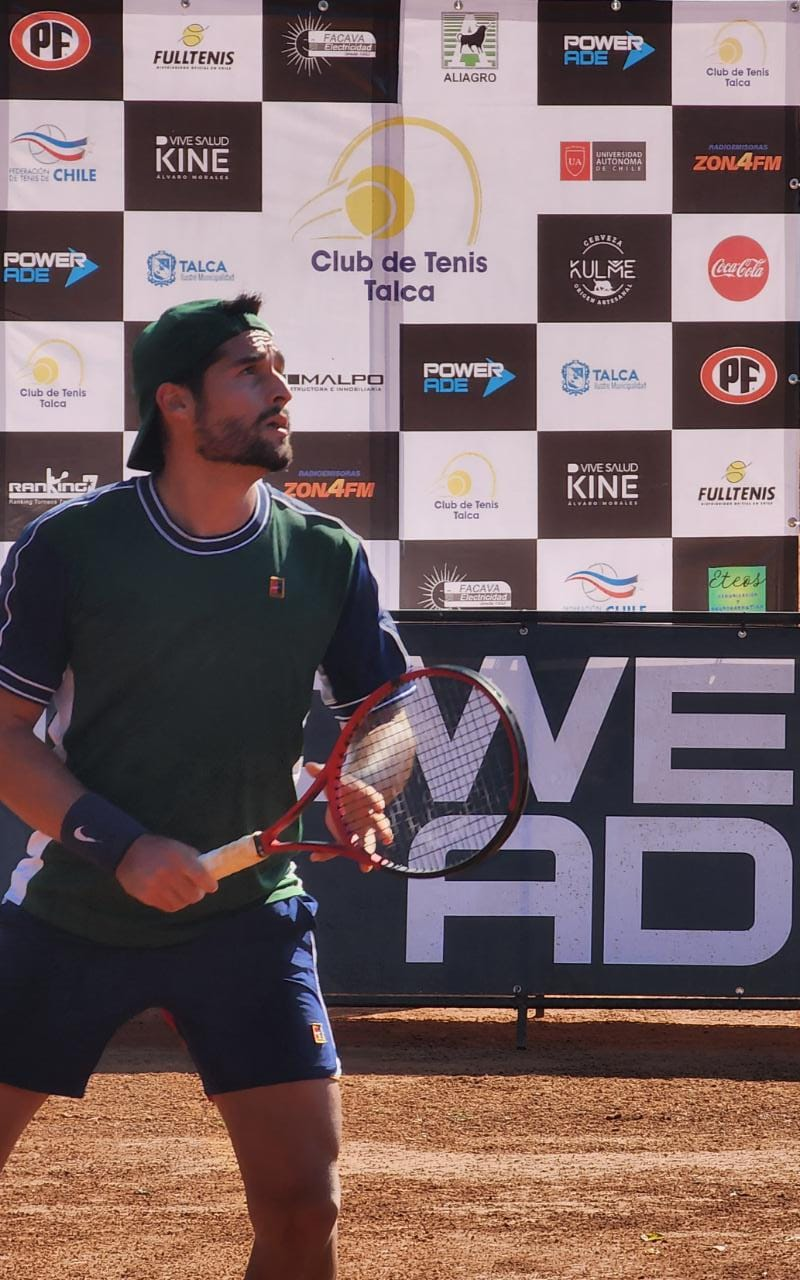
Vernier en la Final

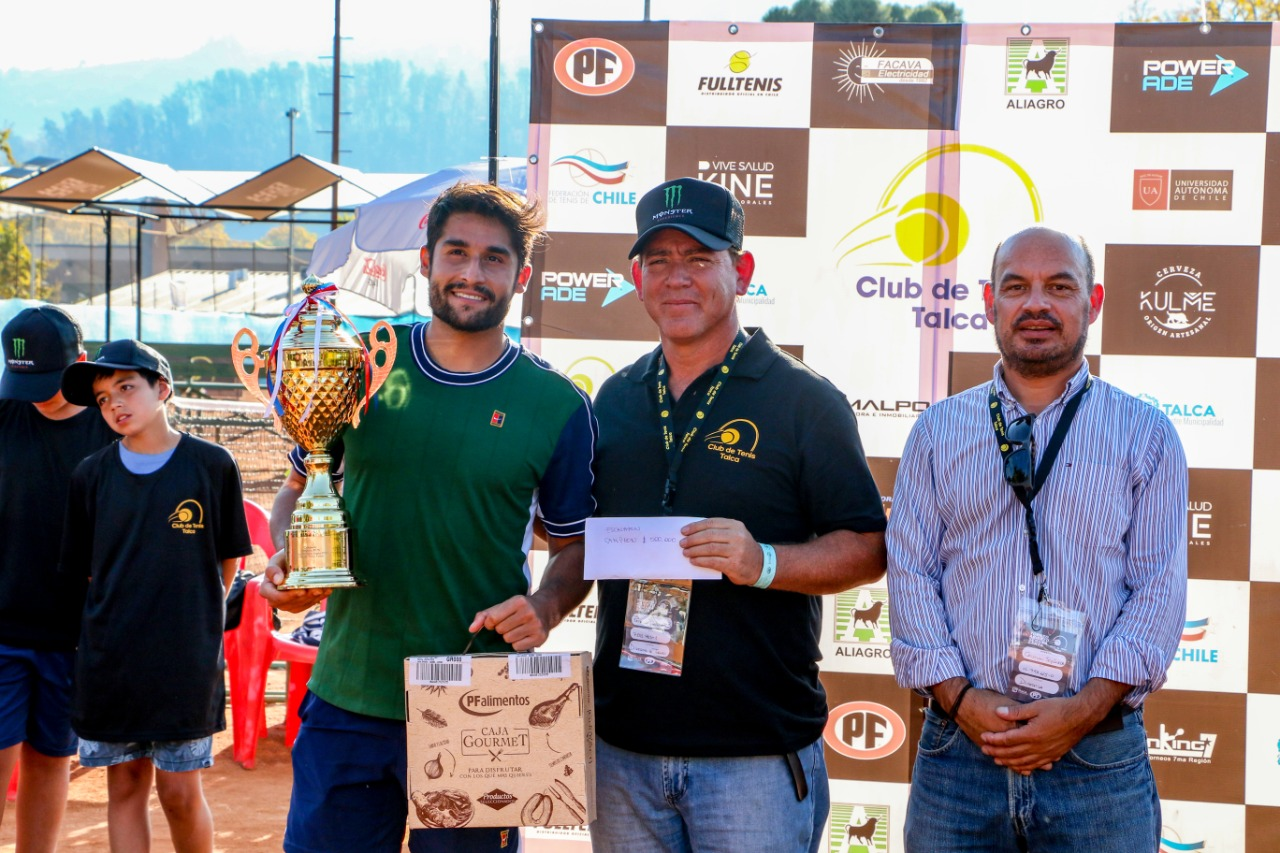
Vernier Campeón Semana Santa 2022

## Enlaces externos

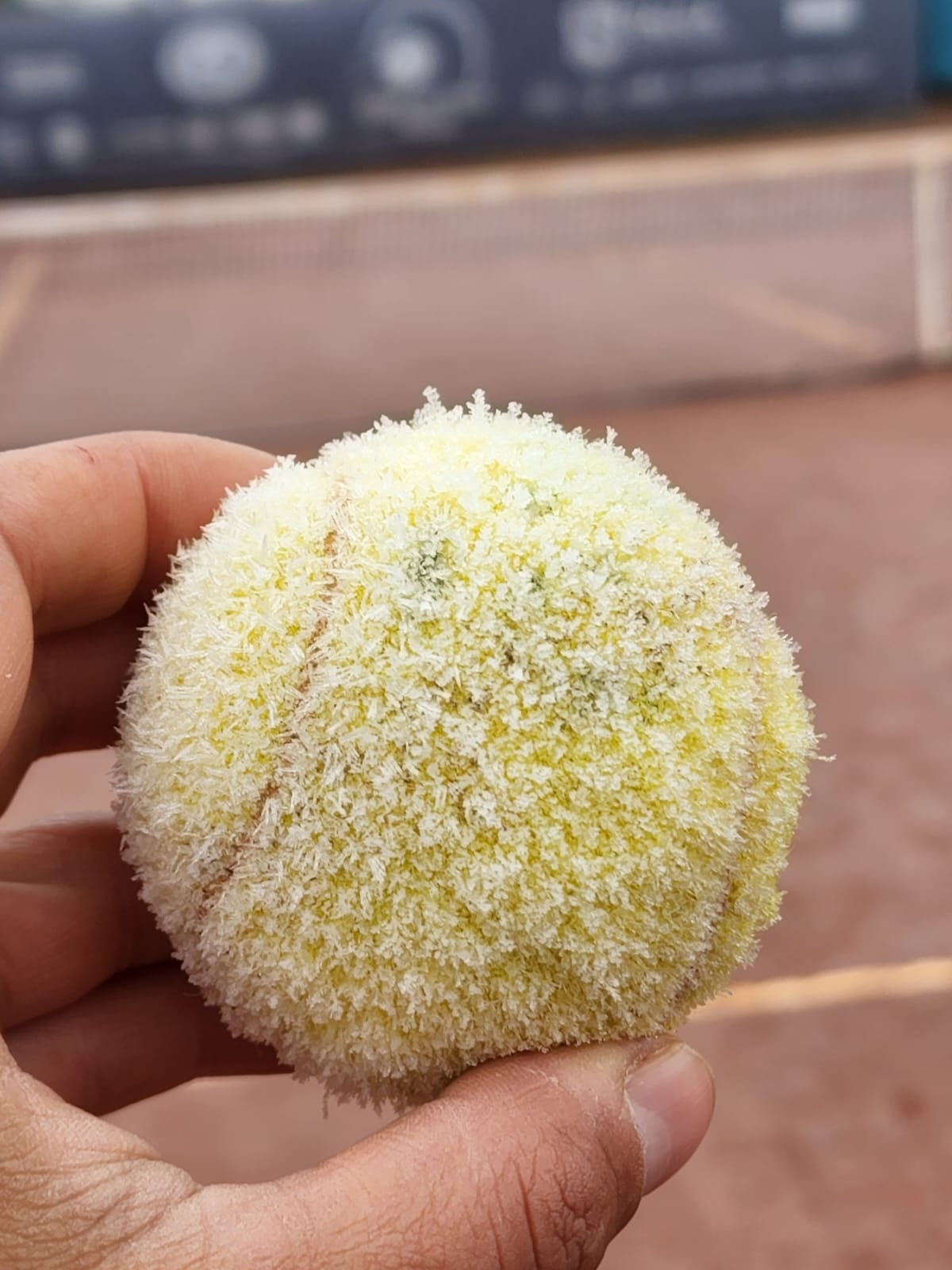
30 mayo 2022

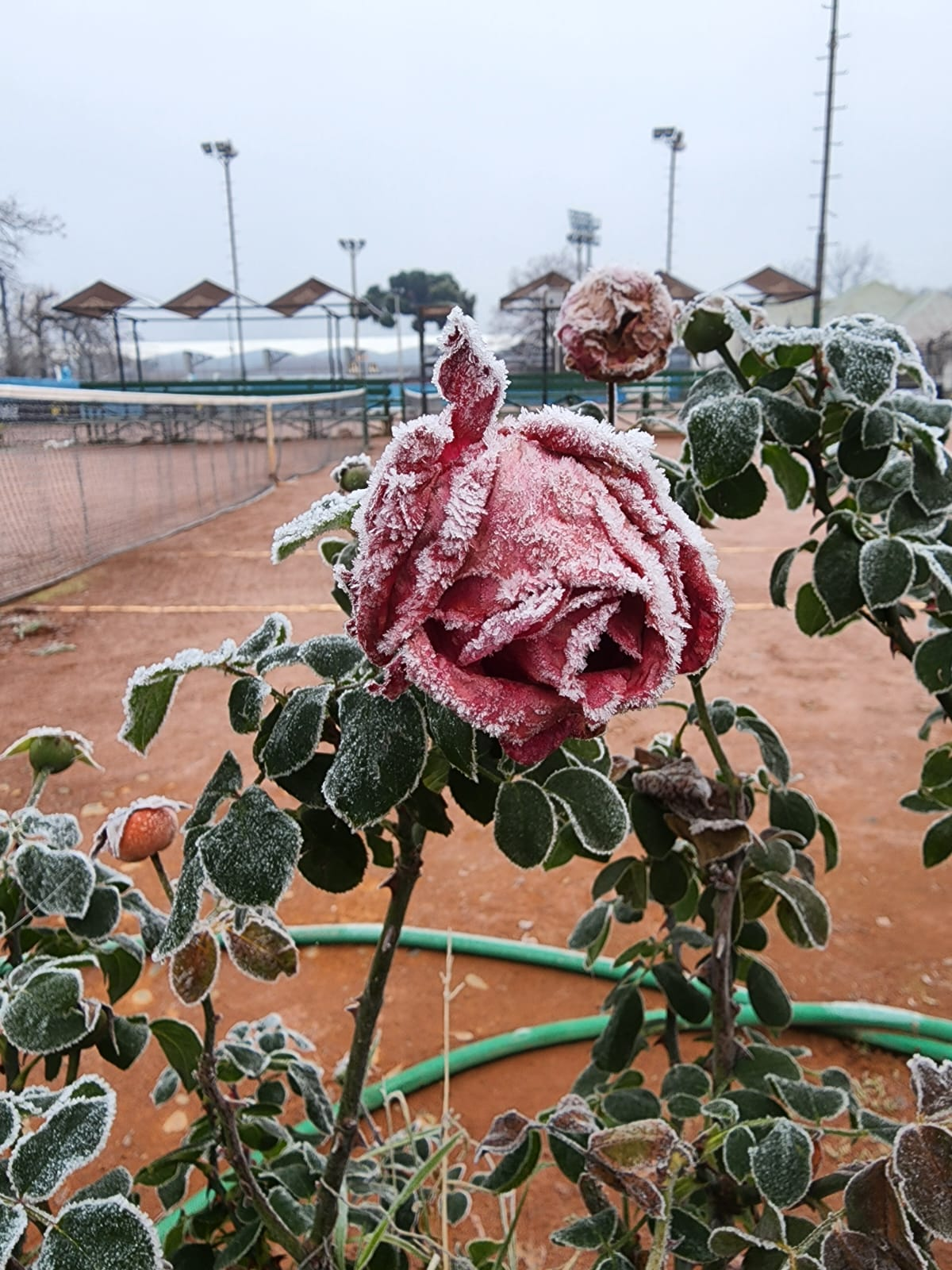
30 mayo 2022 (otoños fríos)